# Norbert
Norbert je původem německé mužské jméno, které je překládáno jako slavný seveřan nebo slavný ze severu. Skládá se ze slov Nord (sever) a původního beraht (jasný, skvělý, zářící). Přezdívky a zdrobněliny pro toto jméno mohou být Norbertek, Norb, Norbík, Borek, Bertík, Norbišek, Norbi, Gnorče či Bert.

## Datum jmenin
- Český kalendář: 6. června

## Statistické údaje
Následující tabulka uvádí četnost jména v ČR a pořadí mezi mužskými jmény ve srovnání dvou roků, pro které jsou dostupné údaje MV ČR – lze z ní tedy vysledovat trend v užívání tohoto jména:
| Rok       | Četnost   | Pořadí   |
| 1999      | 1194      | 145.     |
| 2002      | 1180      | 144.     |
| Porovnání | o 14 méně | o 1 lépe |
| 2006      | 1278      | 155.     |

Změna procentního zastoupení tohoto jména mezi žijícími muži v ČR (tj. procentní změna se započítáním celkového úbytku mužů v ČR za sledované tři roky 1999-2002) je -0,4%.

## Významné osoby se jménem Norbert
- Norbert z Xantenu – křesťanský svatý
- Norbert Frýd – český spisovatel
- Norbert Wiener – americký matematik
- Norbert Auerbach – americký filmový producent českého původu
- Norbert Blüm – německý politik
- Norbert Lichý – český herec
- Norbert Baxa – český dirigent
- Norbert Grund – český malíř
- Norbert Holub – český básník, esejista a překladatel
- Norbert Juhász – maďarský fotograf
- Norbert Král – český hokejista